# Tetrameridae
Tetrameridae é uma família de nematódeos. É o menor dos grandes gêneros que compõe a maior parte da superfamília Habronematoidea. Como todos os nematódeos, eles não possuem sistema circulatório, nem respiratório. São parasitas, principalmente de pássaros e de cetáceos.